# Cantilan
Cantilan est une localité de la province du Surigao du Sud, aux Philippines. En 2015, elle compte 31 492 habitants.